# Teucholabis (Teucholabis) subleridensis
Teucholabis (Teucholabis) subleridensis is een tweevleugelige uit de familie steltmuggen (Limoniidae). De soort komt voor in het Neotropisch gebied.